# RSC Anderlecht in het seizoen 1991/92
Dit artikel beschrijft de prestaties van de Belgische voetbalclub RSC Anderlecht in het seizoen 1991–1992, waarin de Brusselse club vicekampioen werd.

## Gebeurtenissen

### Transfers
Het Anderlechtbestuur trok in de zomer van 1991 drie sterkhouders aan van Club Luik, dat in financiële moeilijkheden zat. Jean-François De Sart, Danny Boffin en Jean-Marie Houben waren in de voorgaande jaren drie belangrijke pionnen geweest bij de Luikse club, die onder meer dankzij bekerwinst drie seizoenen op rij Europees had gespeeld.
In de aanval nam Anderlecht afscheid van zowel Marc Van Der Linden als John van Loen, die naar respectievelijk AA Gent en Ajax vertrokken. Hun vertrek werd opgevangen door de kopbalsterke spits John Bosman, die voor 80 miljoen BEF (zo'n 2 miljoen euro) werd weggekaapt bij PSV. De Nederlander had eerder al bij KV Mechelen onder De Mos gewerkt. Adri Van Tiggelen maakte voor 20 miljoen BEF (zo'n 500.000 euro) de omgekeerde beweging. Verder nam Anderlecht ook afscheid van Kari Ukkonen en Stephen Keshi.
De Zweed Pär Zetterberg kon, mede door een zware knieblessure en het feit dat hij aan diabetes leed, zijn trainer Aad de Mos nooit overtuigen. De jonge middenvelder werd daarom voor twee seizoenen verhuurd aan Sporting Charleroi, waar hij volledig zou doorbreken.
In de loop van het seizoen ging Anderlecht opnieuw bij KV Mechelen op zoek naar versterkingen. De club kocht flankaanvaller Bruno Versavel voor een bedrag van 70 miljoen BEF (zo'n 1,75 miljoen euro). Er werd tijdens het seizoen ook een akkoord bereikt over de transfer van Philippe Albert, die pas na het seizoen de overstap zou maken.

### Competitie
Anderlecht begon het seizoen met een nederlaag in de Supercup. Het duel tegen bekerwinnaar Club Brugge eindigde in een gelijkspel 3–3, waarna Club Brugge de lange strafschoppenreeks won. In de competitie kende Anderlecht een betere start. De Brusselaars kwamen al snel aan de leiding. Begin september kreeg het team van De Mos de kans om sportieve wraak te nemen voor de nederlaag in de Supercup, maar de thuiswedstrijd tegen eerste achtervolger Club Brugge eindigde opnieuw in een gelijkspel. In de daaropvolgende weken bleef Anderlecht aan de leiding, maar zowel Club Brugge als KV Mechelen liet de kloof met de Brusselaars nooit groot worden. Op de dertiende speeldag deed het elftal van De Mos een uitstekende zaak door in het Astridpark met 1–0 te winnen van Mechelen. John Bosman scoorde tegen zijn ex-club het enige doelpunt van de wedstrijd. In de daaropvolgende weken liet Anderlecht amper punten liggen. De topper tegen rivaal Standard Luik eindigde in een scoreloos gelijkspel en de moeilijke duels tegen AA Gent en Antwerp FC werden telkens gewonnen. De Brusselaars sloten zo de heenronde af als leider.
De terugronde begon paars-wit met een klinkende zege tegen KV Kortrijk. Het werd 6–0 na onder meer een hattrick van Bosman. Nadien kenden de Brusselaarts een moeilijkere periode. Anderlecht verloor in de periode januari-februari met 0–2 van degradatiekandidaat Racing Genk, kwam niet verder dan een gelijkspel tegen Lierse SK en verloor de topper tegen Club Brugge met 2–0, waardoor Club, Mechelen en Standard tot op een punt naderden in de rangschikking. De Mos leidde zijn team vervolgens naar vijf opeenvolgende zeges, waardoor de krappe voorsprong behouden werd. Onder meer Club Luik (5–1) en Waregem (7–3) werden met ruime cijfers verslagen. Op de 28e speeldag verloor Anderlecht de Brusselse derby tegen RWDM, waardoor Club Brugge op gelijke hoogte kwam.
In de laatste wedstrijden van het seizoen gaf Anderlecht de landstitel uit handen. Een scoreloos gelijkspel tegen KV Mechelen zorgde ervoor dat Club Brugge met een punt voorsprong aan de leiding kwam. Op de voorlaatste speeldag moesten de West-Vlamingen het zelf opnemen tegen Mechelen, terwijl Anderlecht het AA Gent van trainer René Vandereycken op bezoek kreeg. Anderlecht verloor het cruciale duel met 1–3. Doordat Club Brugge diezelfde dag van Mechelen won, was het zeker van de landstitel.

### Beker van België
In de Beker van België werd Anderlecht al in de tweede ronde uitgeschakeld door Sint-Truidense VV. De Limburgers wonnen het bekerduel na strafschoppen.

### Europacup I
Anderlecht nam deel aan de laatste editie van de Europacup I, het kampioenenbal dat in 1992 omgedoopt zou worden tot de UEFA Champions League. In de eerste ronde schakelde het elftal van De Mos het Zwitserse Grasshopper Zürich uit. In het eigen Astridpark raakte paars-wit niet verder dan een gelijkspel, maar de terugwedstrijd in Zürich werd overtuigend met 0–3 gewonnen dankzij een hattrick van Luc Nilis. Een ronde later mocht Anderlecht het opnemen tegen PSV, de ex-club van spits John Bosman, die in de heenwedstrijd in Eindhoven pas een kwartier voor het einde mocht invallen. Het duel eindigde in een scoreloos gelijkspel. Opnieuw maakte Anderlecht het in de terugwedstrijd af. Marc Degryse en nieuwkomer Danny Boffin zorgden ervoor dat Anderlecht met 2–0 won en doorstootte naar de groepsfase, die zou bepalen wie de finale mocht spelen.
In die groepsfase werden de Brusselaars ondergebracht in de groep van Panathinaikos, Rode Ster Belgrado en Sampdoria, de Italiaanse club waarvan Anderlecht twee jaar eerder de finale van de Europacup II verloren had. Anderlecht kende een slechte start; het speelde voor eigen supporters gelijk tegen Panathinaikos en verloor vervolgens met 3–2 van Rode Ster. In maart 1992 volgde een dubbele confrontatie tegen Sampdoria. In het Astridpark kwam Sampdoria via Gianluca Vialli twee keer op voorsprong, maar Anderlecht won uiteindelijk nog met 3–2, dankzij goals van Degryse en Nilis (2x). Twee weken later verloor Anderlecht in Sampdoria de terugwedstrijd met 2–0.
Met nog twee wedstrijden te gaan bedroeg de achterstand op groepsleider Rode Ster drie punten. Anderlecht speelde op de voorlaatste speeldag opnieuw gelijk tegen Panathinaikos en doordat Sampdoria won van Rode Ster konden de Brusselaars geen groepswinnaar meer worden. Uiteindelijk was het Sampdoria dat een plaats in de finale veroverde, mede doordat Anderlecht op de slotspeeldag nog met 3–2 wist te winnen van Rode Ster.

### Individuele prijzen
Begin 1992 werd Marc Degryse bekroond met de Gouden Schoen. De aanvallende middenvelder van Anderlecht bleef in de einduitslag net KV Mechelen-verdediger Philippe Albert voor, die enkele maanden later Profvoetballer van het Jaar zou worden en de overstap naar Anderlecht zou maken. Zijn ploeggenoot Luc Nilis werd voor het tweede jaar op rij derde in het referendum van de Gouden Schoen en was teleurgesteld dat hij opnieuw naast de trofee had gegrepen. Aan het einde van het seizoen werd de 20-jarige middenvelder Johan Walem uitgeroepen tot Jonge Profvoetballer van het Jaar. Hij trad in de voetsporen van zijn ploeggenoot Bertrand Crasson.
- Gouden Schoen – Marc Degryse
- Jonge Profvoetballer van het Jaar - Johan Walem

## Spelerskern
| Naam                  | Nationaliteit | Geboortedatum | Vorige club                 |
| --------------------- | ------------- | ------------- | --------------------------- |
| Keepers               |               |               |                             |
| Filip De Wilde        | België        | 05-07-1964    | KSK Beveren (1981–1987)     |
| Peter Maes            | België        | 01-06-1964    | Racing Mechelen (1989–1990) |
| Serge Sironval        | België        | 03-09-1971    | /                           |
| Verdedigers           |               |               |                             |
| Bertrand Crasson      | België        | 05-10-1971    | /                           |
| Jean-François De Sart | België        | 18-12-1961    | Club Luik (1982–1991)       |
| Michel De Wolf        | België        | 19-01-1958    | KV Kortrijk (1985–1987)     |
| Benjamin Debusschere  | België        | 07-12-1968    | /                           |
| Wim Kooiman           | Nederland     | 09-09-1960    | Cercle Brugge (1980–1988)   |
| Guy Marchoul          | België        | 04-11-1965    | /                           |
| Graeme Rutjes         | Nederland     | 26-03-1960    | KV Mechelen (1985–1990)     |
| Middenvelders         |               |               |                             |
| Danny Boffin          | België        | 10-07-1965    | Club Luik (1987–1991)       |
| Marc Degryse          | België        | 04-09-1965    | Club Brugge (1983–1989)     |
| Jean-Marie Houben     | Ghana         | 24-11-1966    | Club Luik (1985–1991)       |
| Charly Musonda        | Zambia        | 22-08-1969    | Cercle Brugge (1986–1987)   |
| Olivier Pypens        | België        | 09-09-1972    | /                           |
| Kari Ukkonen          | Finland       | 19-02-1961    | KSC Lokeren (1986–1987)     |
| Alain Van Baekel      | België        | 20-06-1961    | KSV Waregem (1983–1990)     |
| Bruno Versavel        | België        | 27-08-1967    | KV Mechelen (1988–1991)     |
| Johan Walem           | België        | 01-02-1972    | /                           |
| Aanvallers            |               |               |                             |
| John Bosman           | Nederland     | 01-02-1965    | PSV (1990–1991)             |
| Nii Lamptey           | Ghana         | 10-12-1974    | Young Corners (1989)        |
| Luc Nilis             | België        | 25-05-1967    | FC Winterslag (1984–1986)   |
| Luis Oliveira         | Brazilië      | 24-03-1969    | /                           |
| Gert Verheyen         | België        | 20-09-1970    | Lierse SK (1986–1988)       |

## Technische staf
|                    |                   |               |
| Functie            | Naam              | Nationaliteit |
| Coach              | Aad de Mos (foto) | Nederland     |
| Assistent-coach    | Jean Dockx        | België        |
| Keeperstrainer     | Nico de Bree      | Nederland     |
| Ploegafgevaardigde | Pierre Leroy      | België        |

## Resultaten
Een overzicht van de competities waaraan Anderlecht in het seizoen 1991-1992 deelnam.
| Seizoen 1991/92  | Seizoen 1991/92 | Seizoen 1991/92                              |
| Competitie       | Resultaat       | Uitgeschakeld door / Tegenstanders           |
| ---------------- | --------------- | -------------------------------------------- |
| Eerste klasse    | Vicekampioen    |                                              |
| Supercup         | Finalist        | Club Brugge                                  |
| Beker van België | 1/16 finale     | Sint-Truiden (II)                            |
| Europacup I      | Groepsfase      | Sampdoria, Rode Ster Belgrado, Panathinaikos |

## Uitrustingen
Shirtsponsor(s): Generale Bank

Sportmerk: adidas
| Thuis | Uit | Alternatief | Doelman |

## Transfers

### Zomer
| Naam                  | Nationaliteit | Van/naar           | Type       |
| --------------------- | ------------- | ------------------ | ---------- |
| Inkomend              |               |                    |            |
| Danny Boffin          | België        | Club Luik          | Gekocht    |
| Jean-François De Sart | België        | Club Luik          | Gekocht    |
| Jean-Marie Houben     | België        | Club Luik          | Gekocht    |
| John Bosman           | Nederland     | PSV                | Gekocht    |
| Guy Marchoul          | België        | Lierse SK          | Einde huur |
| Uitgaand              |               |                    |            |
| Stephen Keshi         | Nigeria       | RC Strasbourg      | Verkocht   |
| Adri van Tiggelen     | Nederland     | PSV                | Gekocht    |
| Marc Van Der Linden   | België        | AA Gent            | Verkocht   |
| John van Loen         | Nederland     | Ajax               | Verkocht   |
| Kari Ukkonen          | Finland       | Antwerp FC         | Verkocht   |
| Pär Zetterberg        | Zweden        | Sporting Charleroi | Huur       |
| Philip Osondu         | Nigeria       | RWDM               | Huur       |

### Winter
| Naam           | Nationaliteit | Van/naar    | Type    |
| -------------- | ------------- | ----------- | ------- |
| Inkomend       |               |             |         |
| Bruno Versavel | België        | KV Mechelen | Gekocht |

## Competitie

### Overzicht
| Speeldag  | 1 | 2 | 3 | 4 | 5 | 6  | 7  | 8  | 9  | 10 | 11 | 12 | 13 | 14 | 15 | 16 | 17 | 18 | 19 | 20 | 21 | 22 | 23 | 24 | 25 | 26 | 27 | 28 | 29 | 30 | 31 | 32 | 33 | 34 |
| --------- | - | - | - | - | - | -- | -- | -- | -- | -- | -- | -- | -- | -- | -- | -- | -- | -- | -- | -- | -- | -- | -- | -- | -- | -- | -- | -- | -- | -- | -- | -- | -- | -- |
| Resultaat | w | g | w | w | g | w  | w  | w  | v  | w  | w  | g  | w  | g  | g  | w  | w  | w  | v  | w  | g  | v  | w  | w  | w  | w  | w  | v  | w  | g  | w  | w  | v  | v  |
| Punten    | 2 | 3 | 5 | 7 | 8 | 10 | 12 | 14 | 14 | 16 | 18 | 19 | 21 | 22 | 23 | 25 | 27 | 29 | 29 | 31 | 32 | 32 | 34 | 36 | 38 | 40 | 42 | 42 | 44 | 45 | 47 | 49 | 49 | 49 |
| Positie   | 1 | 3 | 2 | 1 | 1 | 1  | 1  | 1  | 1  | 1  | 1  | 1  | 1  | 1  | 1  | 1  | 1  | 1  | 1  | 1  | 1  | 1  | 1  | 1  | 1  | 1  | 1  | 1  | 1  | 2  | 2  | 2  | 2  | 2  |

### Klassement
|         |    |                    | GW | W  | G  | V  | DV | DT | DS  | Ptn |
| ------- | -- | ------------------ | -- | -- | -- | -- | -- | -- | --- | --- |
| K (CL)  | 1  | Club Brugge        | 34 | 21 | 11 | 2  | 68 | 29 | 39  | 53  |
| (UEFA)  | 2  | RSC Anderlecht     | 34 | 21 | 7  | 6  | 65 | 26 | 39  | 49  |
| (UEFA)  | 3  | Standard Luik      | 34 | 16 | 14 | 4  | 59 | 28 | 31  | 46  |
| (UEFA)  | 4  | KV Mechelen        | 34 | 15 | 13 | 6  | 47 | 23 | 24  | 43  |
| (beker) | 5  | Antwerp FC         | 34 | 18 | 5  | 11 | 47 | 39 | 8   | 41  |
|         | 6  | AA Gent            | 34 | 16 | 9  | 9  | 54 | 44 | 10  | 41  |
|         | 7  | Lierse SK          | 34 | 14 | 9  | 11 | 53 | 50 | 3   | 37  |
|         | 8  | Germinal Ekeren    | 34 | 13 | 11 | 10 | 55 | 45 | 10  | 37  |
|         | 9  | Cercle Brugge      | 34 | 10 | 14 | 10 | 57 | 57 | 0   | 34  |
|         | 10 | KSV Waregem        | 34 | 11 | 8  | 15 | 47 | 55 | −8  | 30  |
|         | 11 | RWDM               | 34 | 11 | 7  | 16 | 37 | 48 | −11 | 29  |
|         | 12 | KSK Beveren        | 34 | 9  | 11 | 14 | 42 | 52 | −10 | 29  |
|         | 13 | Sporting Charleroi | 34 | 9  | 9  | 16 | 32 | 43 | −11 | 27  |
|         | 14 | KSC Lokeren        | 34 | 8  | 11 | 15 | 38 | 51 | −13 | 27  |
|         | 15 | Club Luik          | 34 | 7  | 13 | 14 | 33 | 47 | −14 | 27  |
|         | 16 | KRC Genk           | 34 | 8  | 10 | 16 | 32 | 44 | −12 | 26  |
|         | 17 | KV Kortrijk        | 34 | 5  | 10 | 19 | 31 | 72 | −41 | 20  |
|         | 18 | Eendracht Aalst    | 34 | 4  | 8  | 22 | 18 | 62 | −44 | 16  |

## Statistieken
De speler met de meeste wedstrijden is in het groen aangeduid, de speler met de meeste doelpunten in het geel.
| Naam                  | Eerste Klasse | Eerste Klasse | Beker van België | Beker van België | Supercup | Supercup | Europacup I | Europacup I | Totaal | Totaal |
| Naam                  | Wed.          | Goals         | Wed.             | Goals            | Wed.     | Goals    | Wed.        | Goals       | Wed.   | Goals  |
| --------------------- | ------------- | ------------- | ---------------- | ---------------- | -------- | -------- | ----------- | ----------- | ------ | ------ |
| Danny Boffin          | 31            | 4             | 2                | 0                | 1        | 0        | 10          | 1           | 44     | 5      |
| John Bosman           | 32            | 17            | 2                | 0                | 1        | 0        | 6           | 1           | 41     | 18     |
| Bertrand Crasson      | 20            | 2             | 1                | 0                | 1        | 0        | 6           | 0           | 28     | 2      |
| Jean-François De Sart | 14            | 0             | 0                | 0                | 0        | 0        | 5           | 0           | 19     | 0      |
| Filip De Wilde        | 23            | 0             | 2                | 0                | 1        | 0        | 6           | 0           | 32     | 0      |
| Michel De Wolf        | 33            | 1             | 2                | 0                | 1        | 0        | 10          | 0           | 46     | 1      |
| Benjamin Debusschere  | 2             | 0             | 0                | 0                | 0        | 0        | 0           | 0           | 2      | 0      |
| Marc Degryse          | 28            | 5             | 2                | 0                | 1        | 1        | 9           | 4           | 40     | 10     |
| Jean-Marie Houben     | 15            | 0             | 1                | 0                | 0        | 0        | 5           | 0           | 21     | 0      |
| Wim Kooiman           | 25            | 1             | 2                | 0                | 1        | 0        | 7           | 0           | 35     | 1      |
| Nii Lamptey           | 15            | 2             | 0                | 0                | 0        | 0        | 4           | 1           | 19     | 3      |
| Peter Maes            | 12            | 0             | 0                | 0                | 0        | 0        | 4           | 0           | 16     | 0      |
| Guy Marchoul          | 0             | 0             | 0                | 0                | 0        | 0        | 0           | 0           | 0      | 0      |
| Charly Musonda        | 7             | 0             | 1                | 0                | 1        | 0        | 1           | 0           | 10     | 0      |
| Luc Nilis             | 27            | 16            | 2                | 3                | 1        | 1        | 9           | 6           | 39     | 26     |
| Luis Oliveira         | 31            | 10            | 2                | 1                | 1        | 1        | 10          | 1           | 44     | 13     |
| Olivier Pypens        | 0             | 0             | 0                | 0                | 0        | 0        | 0           | 0           | 0      | 0      |
| Graeme Rutjes         | 31            | 3             | 2                | 0                | 1        | 0        | 10          | 0           | 44     | 3      |
| Serge Sironval        | 0             | 0             | 0                | 0                | 0        | 0        | 0           | 0           | 0      | 0      |
| Alain Van Baekel      | 11            | 0             | 1                | 0                | 1        | 0        | 5           | 0           | 18     | 0      |
| Gert Verheyen         | 21            | 0             | 2                | 1                | 1        | 0        | 8           | 0           | 32     | 1      |
| Bruno Versavel        | 17            | 3             | 0                | 0                | 0        | 0        | 3           | 0           | 20     | 3      |
| Johan Walem           | 30            | 0             | 1                | 0                | 0        | 0        | 9           | 0           | 40     | 0      |

## Afbeeldingen

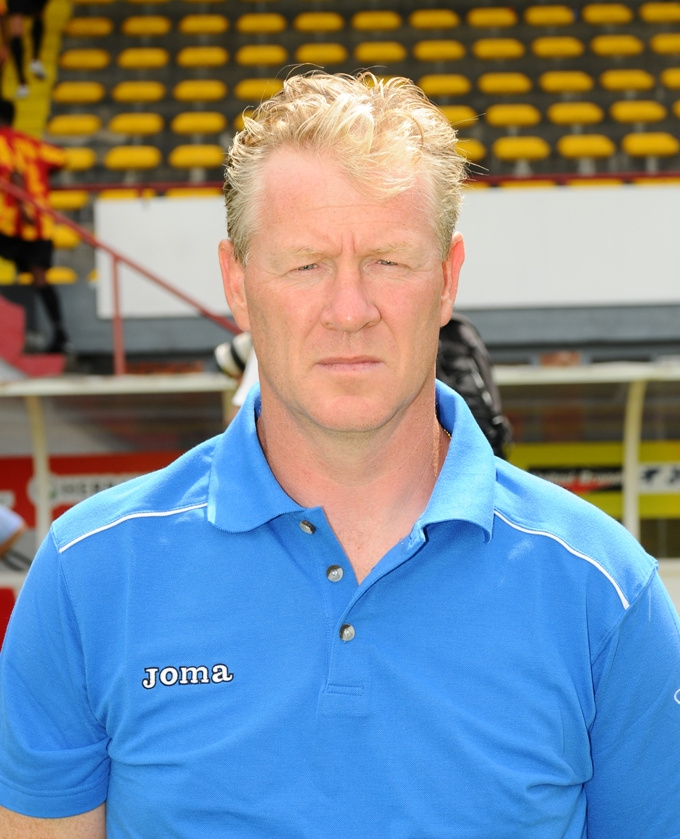
Peter Maes (doelman)
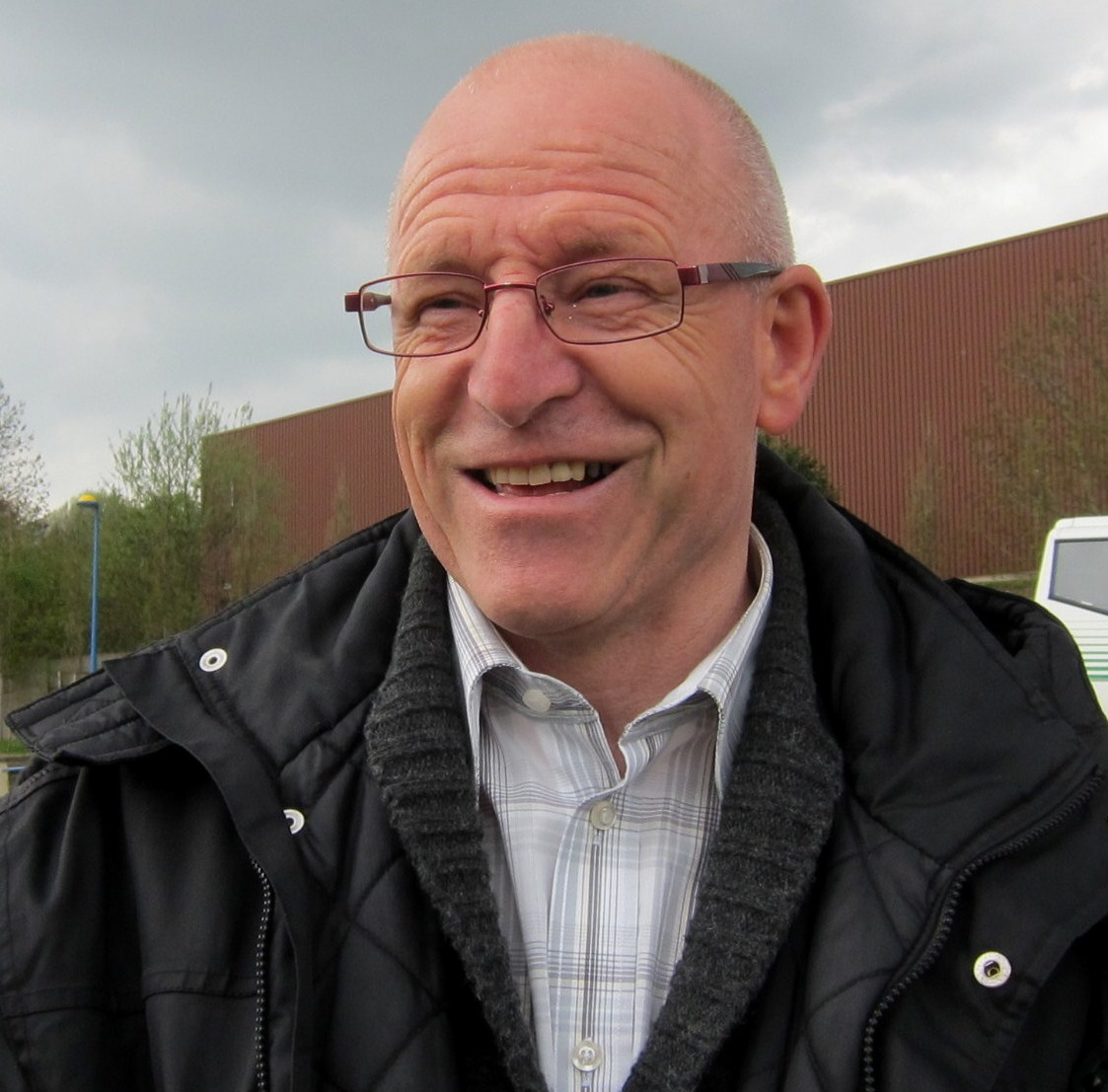
Michel De Wolf (verdediger)
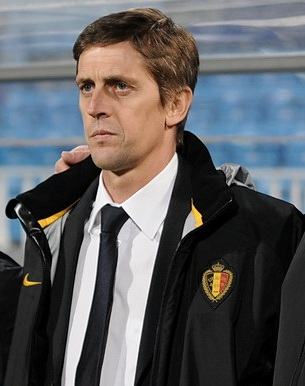
Jean-François De Sart (verdediger)
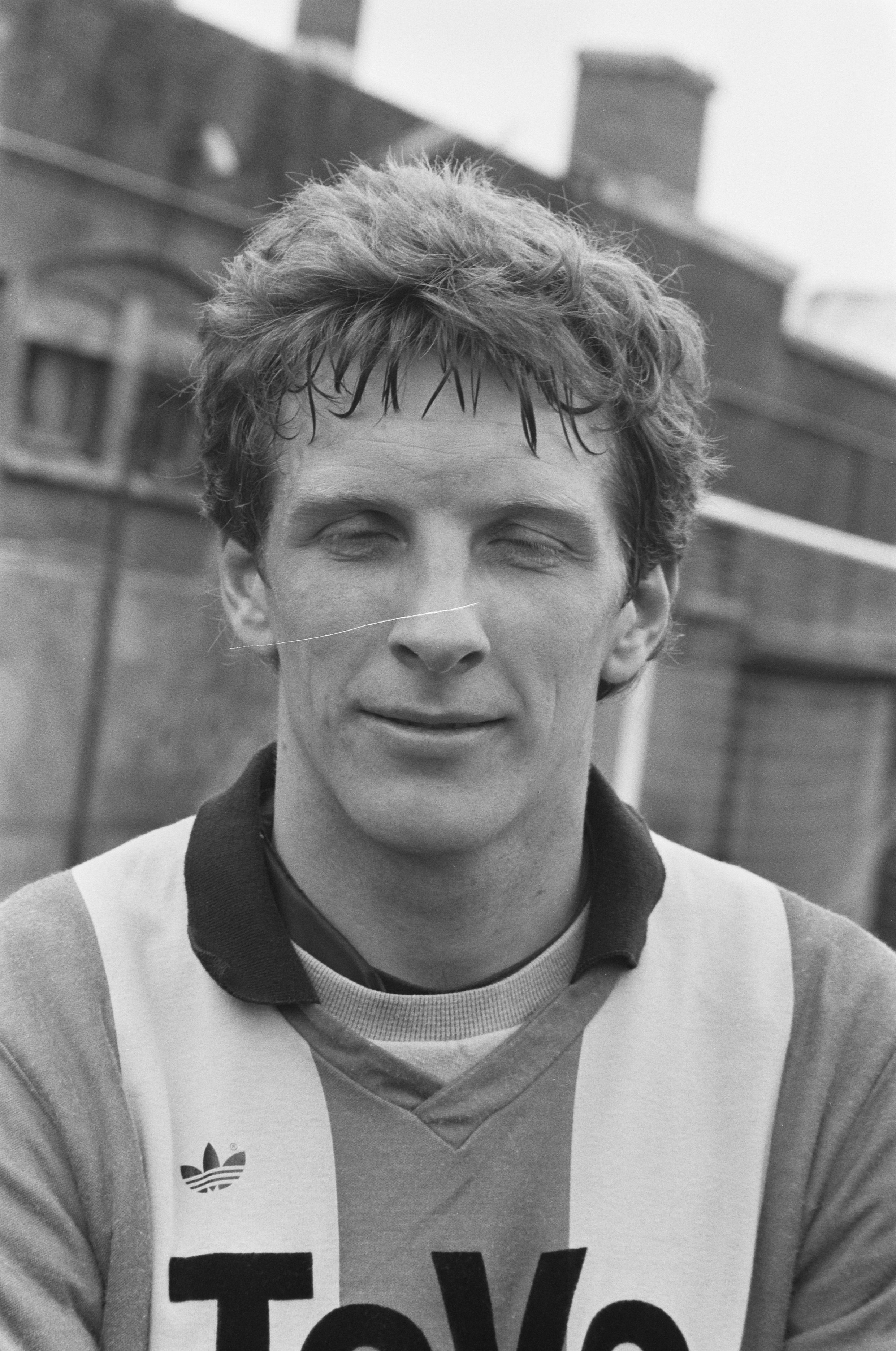
Graeme Rutjes (verdediger)
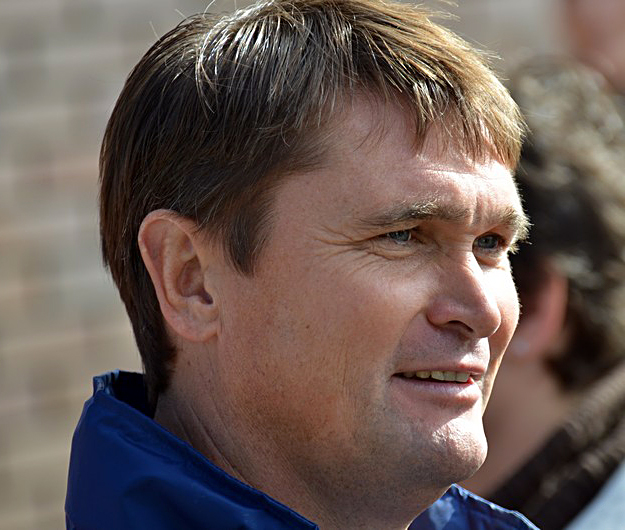
John Bosman (aanvaller)

1960/61 · 1961/62 · 1962/63 · 1963/64 · 1964/65 · 1965/66 · 1966/67 · 1967/68 · 1968/69 · 1969/70 · 1970/71 · 1971/72 · 1972/73 · 1973/74 · 1974/75 · 1975/76 · 1976/77 · 1977/78 · 1978/79 · 1979/80 · 1980/81 · 1981/82 · 1982/83 · 1983/84 · 1984/85 · 1985/86 · 1986/87 · 1987/88 · 1988/89 · 1989/90 · 1990/91 · 1991/92 · 1992/93 · 1993/94 · 1994/95 · 1995/96 · 1996/97 · 1997/98 · 1998/99 · 1999/00 · 2000/01 · 2001/02 · 2002/03 · 2003/04 · 2004/05 · 2005/06 · 2006/07 · 2007/08 · 2008/09 · 2009/10 · 2010/11 · 2011/12 · 2012/13 · 2013/14 · 2014/15 · 2015/16 · 2016/17 · 2017/18 · 2018/19 · 2019/20 · 2020/21 · 2021/22 · 2022/23 · 2023/24 · 2024/25